# Kalciumstearat
Kalciumstearat, är ett karboxylatsalt av kalcium, klassificerat som en kalciumtvål. Saltet är en komponent i vissa smörjmedel, ytaktiva ämnen samt många livsmedel. Det är ett vitt vaxartat pulver och ger en rikligt löddrande, tvålliknande substans som används i raktvål.

## Framställning
Kalciumstearat, [CH3(CH2)16COO]2Ca, produceras genom upphettning av stearinsyra och kalciumoxid:
2 C17H35COOH  +  CaO   →  (C17H35COO)2Ca  +  H2O
Det är också huvudkomponenten i tvålskum, ett vitt fast ämne som bildas när tvål blandas med hårt vatten. Till skillnad från tvålar som innehåller natrium och kalium är kalciumstearat olösligt i vatten och skummar inte bra. Kommersiellt säljs det som en 50-procentig dispersion i vatten eller som ett spraytorkat pulver. Som livsmedelstillsats är det känt under det generiska E-numret E470.

## Användning
Kalciumstearat är ett vaxartat material med låg löslighet i vatten, till skillnad från traditionella natrium- och kaliumtvålar. Det är också lätt och billigt att producera, och uppvisar låg toxicitet. Dessa attribut är grunden för många av dess applikationer. Relaterade applikationer finns för magnesiumstearat.
Kalciumstearat används, 
- som flödesmedel och ytbalsam i vissa godisar, till exempel Smarties, jawbreakers och Sprees.
- som ett vattentätningsmedel för tyger.
- som smörjmedel i pennor och kritor.
- som smörjmedel i torrdragningsmetoden för trådproduktion
- inom betongindustrin för utblåsningskontroll av cementprodukter som används vid produktion av betongmurverk, såsom klinker och block samt vattentätning.[3]
- vid pappersproduktion som smörjmedel för att ge god glans, förhindra dammning och viksprickor i pappers- och kartongtillverkning.[4]
- i plast som en syraavskiljare eller neutralisator i koncentrationer upp till 1 000 ppm, ett smörjmedel och ett frisättningsmedel. Det kan användas i färgämneskoncentrat av plast för att förbättra pigmentvätning. I styv PVC kan det påskynda fusion, förbättra flödet och minska dyningen.
- för applikationer inom personlig vård och läkemedelsindustrin för tablettformfrisättning, antitackmedel och gelningsmedel.
- som en komponent i vissa typer av skumdämpare.
- som klumpförebyggande medel för läkemedel etc.[5]